# Maison-des-Champs
Maison-des-Champs és un municipi francès situat al departament de l'Aube i a la regió del Gran Est. L'any 2007 tenia 41 habitants.

## Demografia

### Població
El 2007 la població de fet de Maison-des-Champs era de 41 persones. Hi havia 17 famílies de les quals 9 eren unipersonals (9 dones vivint soles i 9 dones vivint soles), 4 parelles sense fills i 4 parelles amb fills.
La població ha evolucionat segons el següent gràfic:
Habitants censats

### Habitatges
El 2007 hi havia 27 habitatges, 17 eren l'habitatge principal de la família, 5 eren segones residències i 4 estaven desocupats. Tots els 27 habitatges eren cases. Dels 17 habitatges principals, 14 estaven ocupats pels seus propietaris, 2 estaven llogats i ocupats pels llogaters i 1 estava cedit a títol gratuït; 5 tenien tres cambres, 4 en tenien quatre i 8 en tenien cinc o més. 12 habitatges disposaven pel capbaix d'una plaça de pàrquing. A 6 habitatges hi havia un automòbil i a 8 n'hi havia dos o més.

### Piràmide de població
La piràmide de població per edats i sexe el 2009 era:
| Homes | Edats   | Dones |
| ----- | ------- | ----- |
| 0     | 95 o +  | 0     |
| 0     | 90 a 94 | 0     |
| 4     | 85 a 89 | 0     |
| 0     | 80 a 84 | 0     |
| 0     | 75 a 79 | 4     |
| 0     | 70 a 74 | 0     |
| 0     | 65 a 69 | 4     |
| 4     | 60 a 64 | 0     |
| 4     | 55 a 59 | 0     |
| 0     | 50 a 54 | 4     |
| 0     | 45 a 49 | 0     |
| 0     | 40 a 44 | 0     |
| 0     | 35 a 39 | 0     |
| 0     | 30 a 34 | 4     |
| 4     | 25 a 29 | 4     |
| 0     | 20 a 24 | 0     |
| 0     | 15 a 19 | 0     |
| 0     | 10 a 14 | 0     |
| 0     | 5 a 9   | 0     |
| 4     | 0 a 4   | 4     |

## Economia
El 2007 la població en edat de treballar era de 22 persones, 17 eren actives i 5 eren inactives. De les 17 persones actives 16 estaven ocupades (13 homes i 3 dones) i 1 aturada (1 dona i 1 dona). De les 5 persones inactives 1 estava jubilada, 2 estaven estudiant i 2 estaven classificades com a «altres inactius».
Activitats econòmiques
L'any 2000 a Maison-des-Champs hi havia 6 explotacions agrícoles.

## Poblacions més properes
El següent diagrama mostra les poblacions més properes.